# Assinia affinis
Assinia affinis là một loài bọ cánh cứng trong họ Cerambycidae.